# مونوفسفید کربن

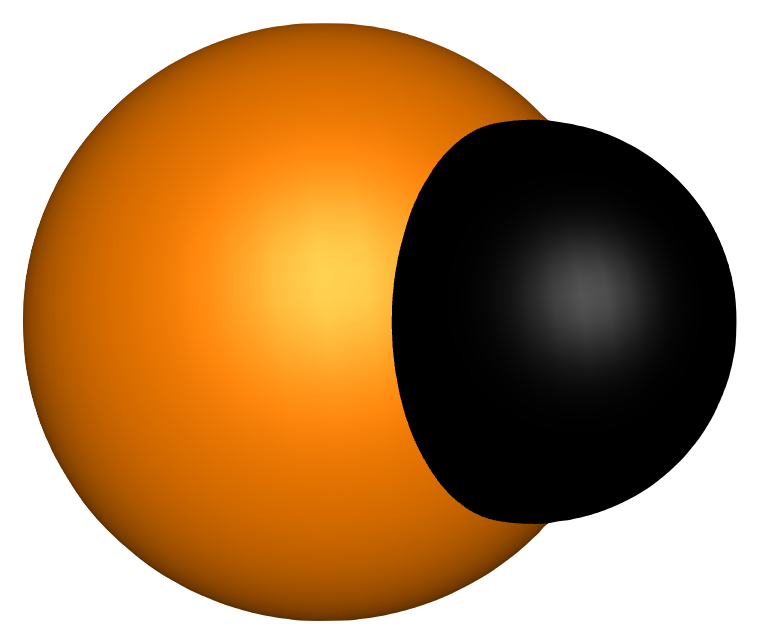

مونوفسفید کربن (انگلیسی: Carbon monophosphide) نوعی ترکیب شیمیایی دیاتومیک با فرمول CP است.